# IKCO Arisun
IKCO Arisun 1 e IKCO Arisun 2 são picapes leves projetadas pela Iran Khodro, com base no Peugeot 405. Sua produção começou em 2015. A produção foi temporariamente interrompida em dezembro de 2016, mas foi reiniciada desde então.
O Arisun 1 compartilha o mesmo chassi e motor do Paykan, embora sua carroceria seja do Peugeot 405, com algumas pequenas modificações. Este modelo foi descontinuado devido aos padrões de emissão Euro 5.
O modelo de substituição, Arisun 2, foi lançado em 2022. Este modelo é mais baseado no Peugeot 405, abandonando o motor 1.7 litro bicombustível (GNV e gasolina) do Paykan em favor do motor XU7 Plus compatível com p Euro 5, também usado no Peugeot Pars. Este modelo também tem tração dianteira, ao contrário do Arisun 1, que tem tração traseira. A capacidade de carga foi aumentada de 600 para 750 kg.